# Arkady Wrocławskie
Arkady Wrocławskie – nieczynne centrum handlowe z parkingiem wielopoziomowym oraz multipleksem OH Kino, położone w centrum Wrocławia, w kwadracie ulic Powstańców Śląskich, Swobodnej, Nasypowej i Komandorskiej. Do momentu zamknięcia obiektu, znajdowała się tu centrala Develia S.A.
Projekt powstał we wrocławskiej pracowni architektonicznej AP Szczepaniak w latach 2003–2006. Budowę rozpoczęto w 2005, a obiekt oddano do eksploatacji 28 kwietnia 2007. Na całość kompleksu składała się część handlowa – na pow. 30 tys. m² jest 130 sklepów, multipleks, fitness i centrum medyczne, 11-piętrowy biurowiec ok. 9000 m² oraz parking. Powierzchnia całkowita Arkad Wrocławskich wynosi ok. 100 tys. m².
Na pierwszy kwartał 2024 roku zapowiedziano zamknięcie galerii i późniejsze wyburzenie. Jako powód wskazano brak rentowności. 30 kwietnia 2024 roku Arkady Wrocławskie zostały na stałe zamknięte. Na przełomie lutego i marca 2025 rozpoczęto rozbiórkę budynku.

## Arkady Wrocławskie w liczbach
- 3 piętra w części handlowej
- 11 pięter w części biurowej
- 7 pięter parkingów – w sumie 1100 miejsc
- 130 sklepów i restauracji
- 10 sal kinowych, w tym największa na 526 miejsc – OH Kino (wcześniej Multikino)
- wysokość biurowej wieży – 55 m

## Galeria

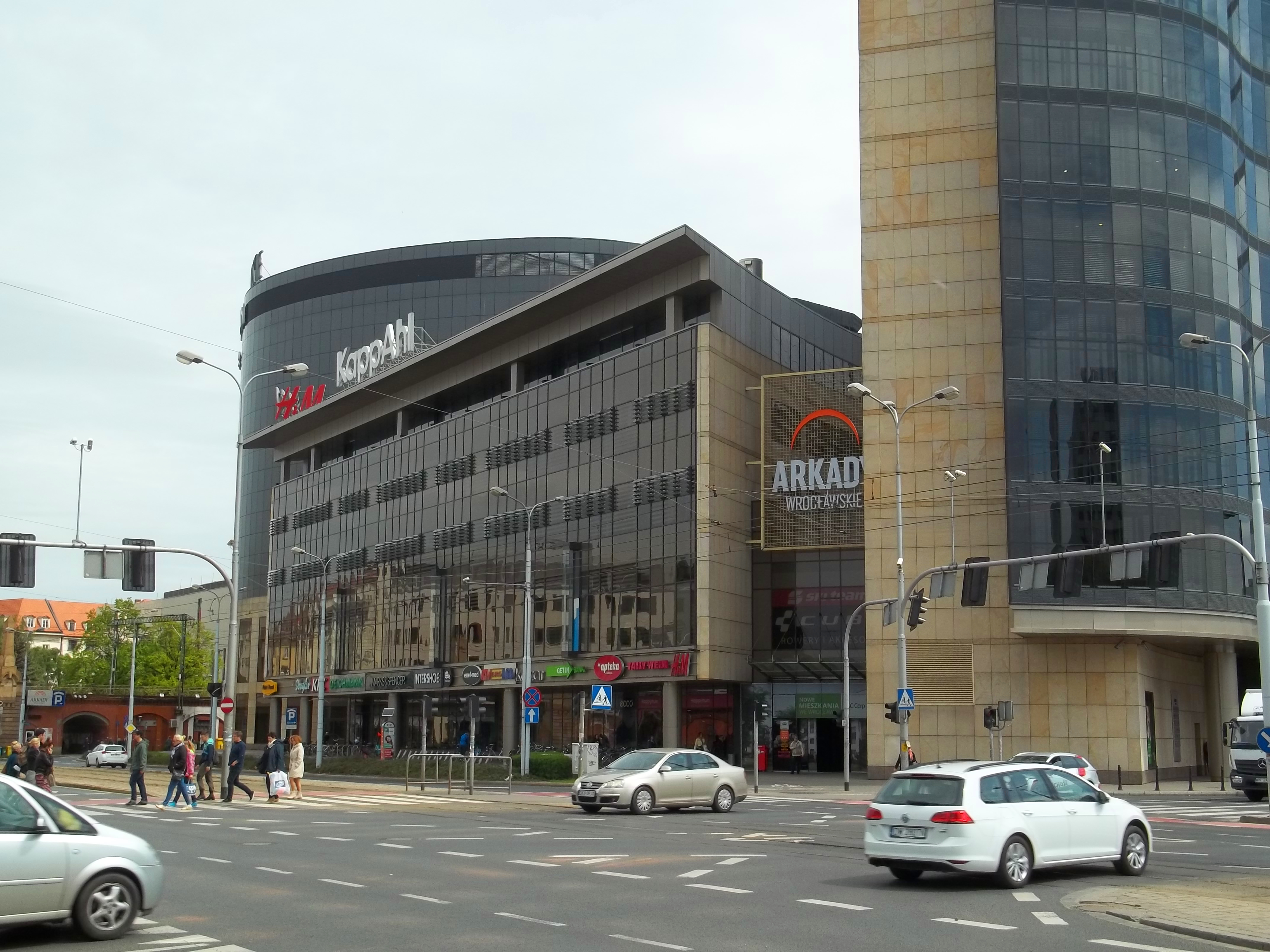
Arkady Wrocławskie, lipiec 2017
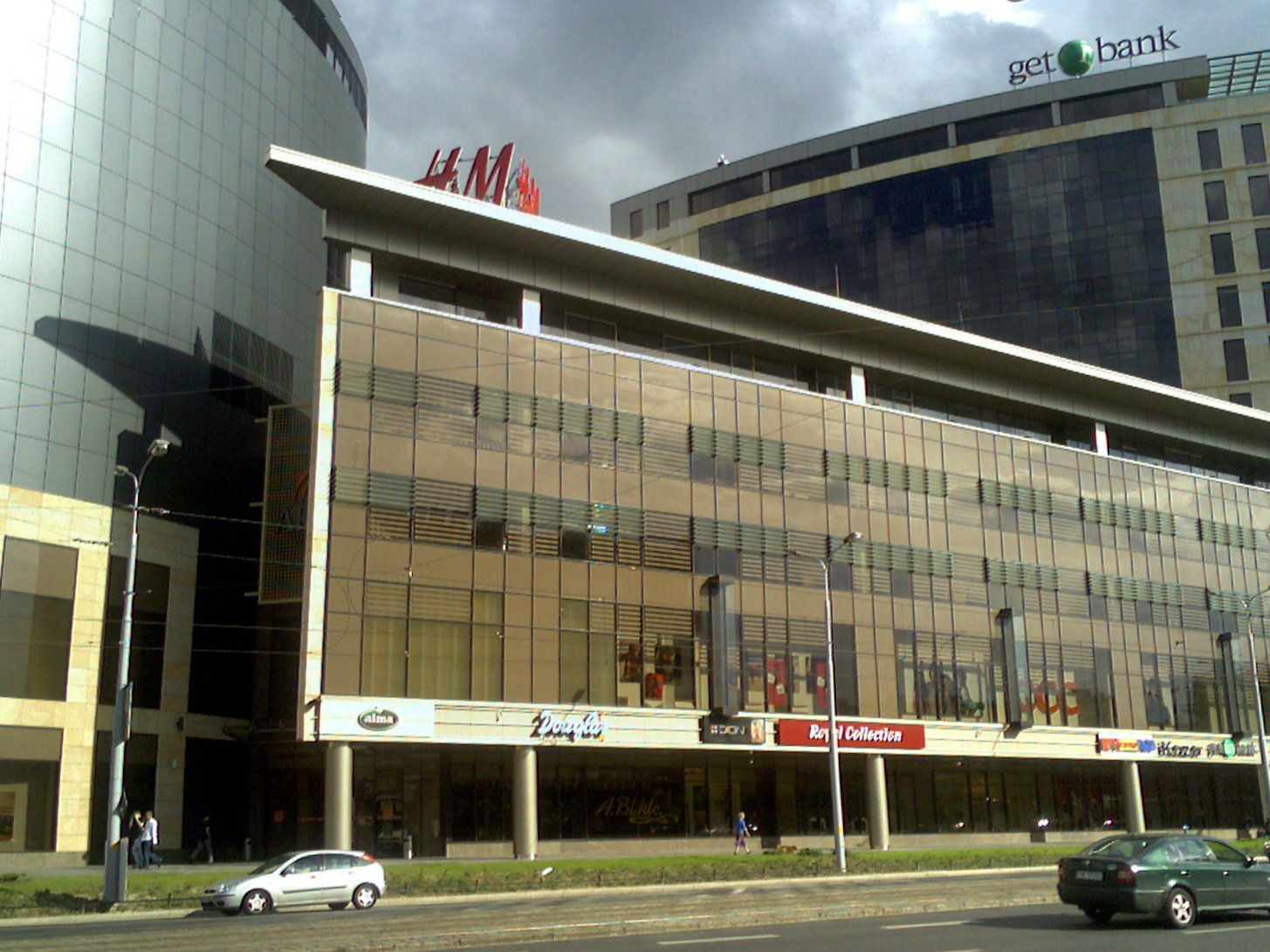
Arkady Wrocławskie, czerwiec 2007